# Gmina Solec Kujawski
Die Gmina Solec Kujawski  [ˈsɔlɛts kuˈjafsci] ist eine Stadt-und-Land-Gemeinde im Powiat Bydgoski der Woiwodschaft Kujawien-Pommern in Polen. Ihr Sitz ist die gleichnamige Stadt (deutsch Schulitz) mit etwa 15.700 Einwohnern.

## Geographie
Die Gemeinde grenzt im Westen an die Stadt Bromberg (Bydgoszcz) und im Norden an die Weichsel.

## Gliederung
Zur Stadt-und-Land-Gemeinde Solec Kujawski gehören die Stadt sowie die Schulzenämter Chrośna, Makowiska, Otorowo und Przyłubie sowie weitere Ortschaften:
| polnischer Name | deutscher Name (1815–1920 und 1939–1945)                                                      |
| --------------- | --------------------------------------------------------------------------------------------- |
| Chrośna         | Krossen                                                                                       |
| Makowiska       | Steindorf                                                                                     |
| Osiek           | Osiek                                                                                         |
| Otorowo         | Otteraue                                                                                      |
| Przyłubie       | Grätz an der Weichsel (1815–1906) Weichselthal (1906–1920, 1939–1942) Weichseltal (1942–1945) |
| Wypaleniska     | Feyerland                                                                                     |